# Gerald Braun
Gerald Braun (* 13. Mai 1942 in Danzig) ist ein deutscher Wirtschaftspädagoge.

## Leben
Nach dem Abitur 1962 in Uetersen studierte er von 1962 bis 1967 Volkswirtschaftslehre, Soziologie und Politik, an der Albert-Ludwigs-Universität Freiburg, FU Berlin und London School of Economics. Er war von 1967 bis 1972 wissenschaftlicher Assistent am Institut für Wirtschafts- und Entwicklungspolitik in Freiburg im Breisgau. Er war von 1972 bis 1980 Dozent für internationale Wirtschaftsbeziehungen und Entwicklungspolitik an der Führungsakademie der Bundeswehr. Er war von 1980 bis 1990 wissenschaftlicher Mitarbeiter am Arnold-Bergstraesser-Institut Freiburg im Breisgau für kulturwissenschaftliche Forschung. Von 1994 bis 2007 war er Professor für Wirtschaftspädagogik an der Wirtschafts- und Sozialwissenschaftlichen Fakultät der Universität Rostock.

## Schriften (Auswahl)
- Nord-Süd-Konflikt und Entwicklungspolitik. Eine Einführung (= Studienbücher zur Sozialwissenschaft; Band 51). Westdeutscher Verlag, Opladen 1985, ISBN 3-531-21714-3.
- (mit Jakob Rösel:) Ethnische Konflikte im Internationalen System (= Aktuelle Informationspapiere zu Entwicklung und Politik; Nr. 13). ABI Verlag, Freiburg im Breisgau 1988.
- (mit Angelina Topan:) Internationale Migration. Ihre Folgen für die Ursprungsländer und Ansätze eines Migrationsregimes (= Konrad-Adenauer-Stiftung. Bereich Forschung und Beratung: Interne Studien; Nr. 153). Konrad-Adenauer-Stiftung, Referat für Publikationen, Sankt Augustin 1998, ISBN 3-931575-55-1.